# Hallamshire

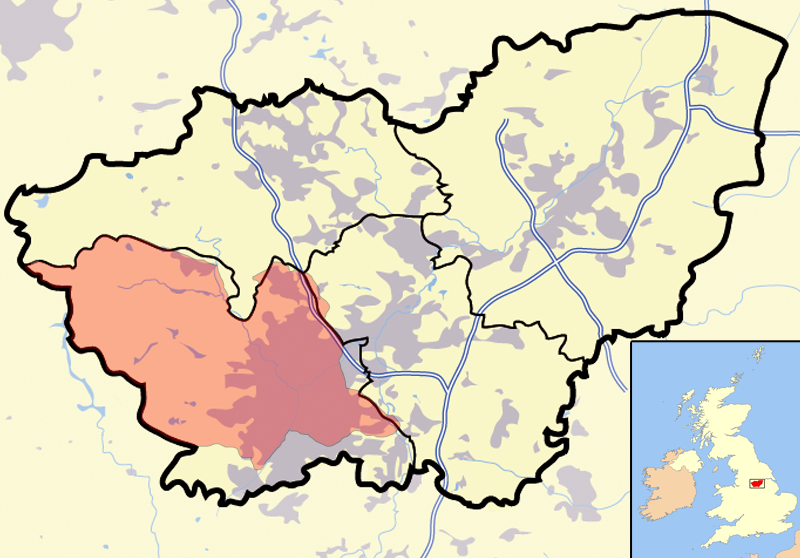
Carte montrant l'aire que couvrait approximativement l'Hallamshire par rapport au Yorkshire du Sud actuel.

L'Hallamshire (ou Hallam) est une région historique du Yorkshire du Sud, en Angleterre, au niveau de la ville actuelle de Sheffield.
On ne connait pas avec précision l'origine de ce nom. L'English Place-Name Society (en) indique que "Hallam" pourrait désigner à l'origine un terme signifiant sur les rochers. D'autres théories indiquent que ce terme pourrait venir du mot halgh désignant un territoire situé sur une frontière border, du vieux norrois hallr signifiant pente ou colline ou du vieil anglais heall signifiant hall ou maison.
Les frontières exactes de ce district historique sont inconnues, mais on pense qu'elles couvraient les paroisses de Sheffield, Ecclesfield, et Bradfield ce qui représente une zone assez similaire à ce qui est aujourd'hui la circonscription de la City de Sheffield qui s'étend à l'ouest de la Don et de la Sheaf qui forment les limites de l'ancien comté du Yorkshire.